# اچ‌ام‌اس سافک (۱۹۰۳)
اچ‌ام‌اس سافک (۱۹۰۳) (به انگلیسی: HMS Suffolk (1903)) یک کشتی بود که طول آن ۴۶۳٫۵ فوت (۱۴۱٫۳ متر) بود. این کشتی در سال ۱۹۰۳ ساخته شد.